# Iberische Plaat
De Iberische Plaat is een tektonische plaat die tussen de Euraziatische- en de Afrikaanse Plaat ligt ingeklemd. Zoals de naam doet vermoeden ligt deze onder het Iberisch Schiereiland. De bewegingsrichting van de plaat is richting het noordoosten. Hierdoor botste deze in het verleden op de Euraziatische plaat, hetgeen de vorming van de Pyreneeën tot gevolg had.